# 秋田市立戸米川小学校
秋田市立戸米川小学校（あきたしりつ とめがわしょうがっこう）は、秋田県秋田市雄和戸賀にあった公立小学校。学校区は、秋田市南部、おおむね、雄物川西岸地域であった。  

## 概要
1875年創立の伝統校。2016年に秋田市立雄和小学校に統合された。現在、校舎敷地は、秋田市戸米川児童室として利用されている。
- 敷地面積：m2
- 校舎面積：m2
- 屋内運動場面積：m2
- 屋外運動場面積:  m2

## 教育目標
- 活力に満ち心豊かで逞しい子供の育成
  - 思いやりのある子ども
  - すすんで学ぶ子ども
  - 心も体もたくましい子ども

## 沿革
以下、注釈の無い項目は学校の公式サイトの情報によるもの。
- 1875年　相川に相川小学校開校、女米木に高麓小学校開校
- 1926年　相川、高麓小学校を統合し、戸米川尋常小学校となる
- 1927年　新校舎建築落成
- 1941年　戸米川国民小学校と改称
- 1947年　戸米川村立戸米川小学校と改称
- 1975年　 創立100周年記念式挙行
- 1977年　金山沢にスキー場設営
- 1990年 郡学童野球大会優勝
- 1991年 郡ミニバス大会男子優勝
- 2000年 郡スポーツ少年団野球交流大会優勝
- 2004年 第8回世界こどもハイクコンテスト日本大会において、本校児童の俳句が大賞や入選に選ばれる
- 2016年  閉校

## スポーツ少年団
- 野球
- サッカー
- バスケットボール

## 主な進学先
- 秋田市立雄和中学校

## 最寄駅
- 和田駅

## アクセス
- マイタウンバス　南部線雄和コース　旧戸米川小学校前下車

## 著名出身者
- 石井露月（俳人）

## 学区内周辺
- 石巻の清水